# Kārlis Pētersons
Kārlis Pētersons (ur. 30 listopada 1900 w Rūjienie, zm. w 1980) – łotewski zapaśnik walczący w stylu klasycznym. Olimpijczyk z Amsterdamu 1928, gdzie zajął ósme miejsce w wadze lekkociężkiej.

## Letnie Igrzyska Olimpijskie 1928
| Konkurencja | Rundy eliminacyjne  | Rundy eliminacyjne  | Rundy eliminacyjne    | Klas. końcowa |
| Konkurencja | Przeciwnik I        | Przeciwnik II       | Przeciwnik III        | Miejsce       |
| ----------- | ------------------- | ------------------- | --------------------- | ------------- |
| 82,5 kg     | Imre Szalay (HUN) P | Bela Juhasz (YUG) Z | Onni Pellinen (FIN) P | 8.            |